# ガルバテックス
ガルバテックス株式会社は、溶融亜鉛めっき事業を行うJFEスチールグループの企業である。鋼構造物や鋼管、鋼材の亜鉛めっき加工などを行っている。

## 事業所
- 本社・高谷工場 - 千葉県市川市高谷新町3
- 行徳工場 - 千葉県市川市加藤新田212-4

## 沿革
- 1924年（大正13年）7月 - 小幡亜鉛鍍金工場として、東京都中央区月島海岸通にて創業。
- 1961年（昭和36年）5月 - 日本鋼管と小幡亜鉛鍍金工場との共同出資により、鋼管亜鉛鍍金株式会社が発足。
- 1975年（昭和50年）1月 - 小幡亜鉛鍍金工場を承継し、日本ガルバノ株式会社が発足。
- 1997年（平成9年）4月 - 鋼管亜鉛鍍金と日本ガルバノが合併し、ガルバテックス株式会社が発足。
- 2006年（平成18年）5月 - ISO9001認証を取得。